# Dagny Carlsson
Dagny Valborg Carlsson (nascida Eriksson; Kristianstad, 8 de maio de 1912 – Solna, 24 de março de 2022) foi uma blogueira e influenciadora sueca centenária.

## Biografia

### Início da vida e blogs
Carlsson, que se chamava "Bojan" em seu blog, começou a trabalhar como costureira em uma fábrica ainda jovem. Mais tarde, ela estudaria em um instituto têxtil em Norrköping. Aos 99 anos ela foi para uma aula de informática para aprender mais sobre o assunto, e aos 100 anos ficou conhecida na mídia por sua idade avançada e seus blogs. Na pergunta sobre o que faz uma vida longa, ela respondeu a bons genes e curiosidade. Carlsson foi líder de trabalho em uma fábrica de espartilhos em Sundbyberg, e nos últimos quinze anos de sua vida profissional ela trabalhou na Agência Sueca de Seguro Social.

### Aparições na TV e no cinema, apresentação de rádio
Carlsson participou de vários programas de TV como Nyhetsmorgon da TV4, Fråga doktorn da SVT, Gomorron Sverige e a série de documentários da SVT Det är inte så dumt att bli gammal. Ela também foi convidada no talk show nórdico Skavlan em 4 de março de 2016, bem como no programa Bingolotto da TV4.
Em 2013, aos 101 anos, Carlsson teve um pequeno papel no filme O Centenário que Fugiu pela Janela e Desapareceu, no qual interpretou uma mulher idosa que se mudou para o quarto abandonado do protagonista de 100 anos, na casa de repouso. Em 2016, Carlsson publicou o livro ”Livet enligt Dagny: I huvudet på en 104-åring” (Vida de acordo com Dagny: Dentro da cabeça de uma pessoa de 104 anos) um livro sobre sua vida. Em junho de 2017, Dagny Carlsson apresentou um episódio de Sommar i P1 na Radio Sveriges. Em dezembro do mesmo ano, ela apresentou um episódio do programa de rádio Vinter i P1 na Rádio Sveriges. 
Carlsson também apareceu em dois documentários da SVT sobre sua vida, em 2015 ”Dagny - Livet börjar vid 100” (Dagny - A vida começa aos 100) e em 2019, ”Dagny - om jag sätter mig ner nu dör jag” (Dagny - se eu sentar agora eu vou morrer).

## Vida pessoal
Carlsson foi casada com Ragnar Norling (1909–1958) entre 1942 e 1951. Ela foi casada com Harry Carlsson (1913–2004) de 1951 até sua morte por câncer em 2004.
Ela apoiou o movimento Me Too.

## Morte
Dagny Carlsson morreu em 24 de março de 2022, aos 109 anos. No momento de sua morte, ela era uma das pessoas mais velhas da Suécia.